# EMC 7
Der EMC 7 ist ein Sport Utility Vehicle des italienischen Automobilherstellers Eurasia Motor Company. Er ist technisch ähnlich zum chinesischen Geely Yuanjing X6.

## Geschichte
Die Eurasia Motor Company ist ein Unternehmen, das in Italien Fahrzeuge chinesischer Hersteller wie Chery oder Geely unter der Marke EMC anbietet. Vorgestellt wurde der EMC 7 im November 2024. Er wird ausschließlich auf dem italienischen Markt vertrieben. Der Basispreis liegt unter 25.000 Euro; damit ist er ein Konkurrenzmodell zum ebenfalls im Herbst 2024 vorgestellten Dacia Bigster.

## Technische Daten
Angetrieben wird der 4,54 Meter lange, 1,85 Meter breite und 1,73 Meter hohe EMC 7 von einem 128 kW (174 PS) starken 1,5-Liter-Ottomotor mit Turbolader. Er hat Vorderradantrieb und eine 7-Stufen-Doppelkupplungsgetriebe. Aus dem Stand soll der Wagen in 9,2 Sekunden auf 100 km/h beschleunigen. Der Kofferraum fasst 359 Liter, nach Umklappen der Rücksitzlehne sind es maximal 1200 Liter.
|                                             | EMC 7                            |
| Bauzeitraum                                 | seit 11/2024                     |
| Motorkenndaten                              |                                  |
| Motortyp                                    | R4-Ottomotor                     |
| Motoraufladung                              | Turbolader                       |
| Hubraum                                     | 1499 cm³                         |
| max. Leistung bei min−1                     | 128 kW (174 PS) / 5500           |
| max. Drehmoment bei min−1                   | 290 Nm / 2000–3500               |
| Kraftübertragung                            |                                  |
| Antrieb                                     | Vorderradantrieb                 |
| Getriebe                                    | 7-Stufen-Doppelkupplungsgetriebe |
| Messwerte                                   |                                  |
| Höchstgeschwindigkeit                       | 190 km/h                         |
| Beschleunigung, 0–100 km/h                  | 9,2 s                            |
| Kraftstoffverbrauch auf 100 km (kombiniert) | 7,0 l Super                      |
| CO2-Emissionen (kombiniert)                 | 167 g/km                         |
| Tankinhalt                                  | 55 l                             |
| Abgasnorm                                   | Euro 6e                          |